# Liste der Kulturdenkmäler in Koblenz-Güls
In der Liste der Kulturdenkmäler in Koblenz-Güls sind alle Kulturdenkmäler im Stadtteil Koblenz-Güls der rheinland-pfälzischen Stadt Koblenz aufgeführt, einschließlich des Ortsteils Bisholder. Grundlage ist die Denkmalliste des Landes Rheinland-Pfalz (Stand: 28. Juni 2023).

## Einzeldenkmäler
| Bezeichnung                             | Lage                                       | Baujahr                            | Beschreibung | Bild                           |
| --------------------------------------- | ------------------------------------------ | ---------------------------------- | --- | ------------------------------ |
| Wohnhaus                                | Am Mühlbach 17 Lage                        | 1601                               | Fachwerkwohnhaus, bezeichnet 1601, Fachwerk, 17. oder 18. Jahrhundert; mit Ausstattung | Fotos hochladen                |
| Wohnhaus                                | Am Mühlbach 36 Lage                        | 1542                               | stattliches Wohnhaus, teilweise Fachwerk, Wappenschild bezeichnet 1542, Wirtschaftsgebäude jünger | Fotos hochladen                |
| Dreifaltigkeitskapelle                  | Am Mühlbach, Unter der Fürstenwiese Lage   |                                    | Dreifaltigkeitskapelle, darin Altar des mittleren 17. Jahrhunderts aus der ehemaligen Koblenzer Kartause | weitere Bilder Fotos hochladen |
| Ehemalige Pfarrkirche St. Servatius     | Gulisastraße Lage                          | zweite Hälfte des 12. Jahrhunderts | spätstaufische dreischiffige Emporenbasilika, zweites Viertel des 13. Jahrhunderts, Westturm aus der zweiten Hälfte des 12. Jahrhunderts, Glockengeschoss 13. Jahrhundert, Sakristei 1686; zwei Pfarrergrabplatten, 17. und 18. Jahrhundert; am Turm außen vier Grabplatten mit Wappen; in der Grünanlage zwei Grabkreuze, bezeichnet 1583 und 1750 | weitere Bilder Fotos hochladen |
| Katholische Pfarrkirche St. Servatius   | Gulisastraße Lage                          | 1833–40                            | neuromanische dreischiffige Hallenkirche, Doppelturmfassade, 1833–40, Architekt Johann Claudius von Lassaulx; an der Fassade Kriegerdenkmal 1914/18, sterbender Soldat vor Kreuz (19. Jahrhundert); Gesamtanlage von Kirche, Pfarrhaus, einem Heimatstilbau von 1928 (Gulisastr. 40) und mit Linden bestandenen Vorplatz                            | weitere Bilder Fotos hochladen |
| Pfarrhaus                               | Gulisastraße 5 Lage                        | 1788                               | ehemaliges Pfarrhaus; stattlicher Mansarddachbau über tonnengewölbtem Keller, bezeichnet 1788; straßenbildprägend | Fotos hochladen                |
| Großheiligenhäuschen                    | Gulisastraße, gegenüber Nr. 61 Lage        | 15. Jahrhundert                    | kleiner Kapellenbau, wohl aus dem 15. Jahrhundert, Fensteröffnung mit spätromanischer Spolie, Vorhalle aus dem späten 17. Jahrhundert; vor der Kapelle sogenannter Kiepenstein aus Basaltlava | weitere Bilder Fotos hochladen |
| Portal                                  | Planstraße, an Nr. 6 Lage                  | 1611                               | Portal des ehemaligen Jesuitenhofhauses, bezeichnet 1611 (oder 1617) | Fotos hochladen                |
| Wohnhaus                                | Wolfskaulstraße 9 Lage                     | 16. Jahrhundert                    | Hofanlage; Wohnhaus, teilweise Fachwerk, wohl aus dem 16. Jahrhundert, über tonnengewölbtem Keller, rückwärtig Anbau des 18. Jahrhunderts; Fachwerkscheune, teilweise massiv | Fotos hochladen                |
| St.-Sebastianuskapelle                  | Wolfskaulstraße, gegenüber Nr. 38 Lage     | 1866                               | neugotischer Backsteinsaalbau, bezeichnet 1866, errichtet nach einer Choleraepidemie; zur Bauzeit am westlichen Ortsrand gelegen | Fotos hochladen                |
| Gülser Eisenbahnbrücke                  | östlich des Ortes Lage                     | 1877/78                            | Moselbrücke der Eisenbahnstrecke Koblenz-Trier, Sandsteinpfeiler, 1877/78, Eisenkonstruktion der 1950er Jahre | weitere Bilder Fotos hochladen |
| Kreuzweg                                | nordwestlich des Ortes (Am Heyerberg) Lage | 1860                               | Ölbergkapelle, 1860 gestiftet; 13 Stelen, mit Lavakrotzen verkleidet, ehemals mit Tonreliefs; Heyerbergkapelle (Napoleonkapelle), 3/8-Chor und Schildgiebel mit Traufzinnen | Fotos hochladen                |
| Katholische Kapelle St. Antonius Eremit | Bisholder, In Bisholder, neben Nr. 21 Lage | um 1764                            | kleiner Saalbau, wohl gotisch, barockisiert | weitere Bilder Fotos hochladen |

## Ehemalige Kulturdenkmäler
| Bezeichnung | Lage                 | Baujahr         | Beschreibung | Bild            |
| ----------- | -------------------- | --------------- | --- | --------------- |
| Wohnhaus    | Gulisastraße 6 Lage  | 17. Jahrhundert | teilweise Fachwerk (verputzt), im Kern wohl aus dem 17. Jahrhundert; straßen- und ortsbildprägend; aus Denkmalliste gelöscht und durch Neubau ersetzt | BW              |
| Hofanlage   | Gulisastraße 16 Lage | 19. Jahrhundert | Streckhof, teilweise Fachwerk, dreiachsiger Wohnteil aus dem frühen 19. Jahrhundert, im Kern wohl älter, Wirtschaftsteil wohl vom Ende des 19. Jahrhunderts, an der Straße ehemaliges Ladengeschäft, Mitte des 20. Jahrhunderts; bauliche Gesamtanlage; aus Denkmalliste gelöscht und teilweise abgebrochen | Fotos hochladen |